# Resolució 2114 del Consell de Seguretat de les Nacions Unides
La Resolució 2114 del Consell de Seguretat de les Nacions Unides fou adoptada el 30 de juliol de 2013. Després de reafirmar totes les resolucions sobre el conflicte de Xipre, en particular les resolucions 1251 (1999) i 1953 (2010), el Consell va ampliar el mandat de la Força de les Nacions Unides pel Manteniment de la Pau a Xipre (UNFICYP) durant sis mesos més fins al 31 de gener de 2014. La resolució fou aprovada per 13 vots a favor i cap en contra, i amb l'abstenció de l'Azerbaidjan i Pakistan. Azerbaidjan va argumentar que el text no es corresponia amb la situació actual a Xipre i no subratllava un acord sobre un procés de pau. Pakistan va trobar que no s'hi havia inclòs referències a declaracions conjuntes dels bàndols grec i turc. També es va demanar als turcoxipriotes que restauressin l'statu quo a Strovilia.

## Detalls
El govern xipriota va acordar mantenir la UNFICYP més temps a Xipre. La gent encara estava satisfeta amb el progrés de les negociacions. Segons el secretari general, la situació al llarg de la línia verda, tot i que ambdues parts encara bloquejaven el desminatge a la zona d'amortiment.
El Consell va assenyalar que les negociacions avençaven a un ritme insuficient i que encara no s'havia decidit una solució. Els líders d'ambdues parts havien de posar-se d'acord sobre els problemes centrals, millorar la vida quotidiana de la població, millorar l'esfera de la negociació i augmentar la participació social en el procés de pau. Una vegada més, va demanar prendre mesures per augmentar la confiança mútua.